# Río Kilka

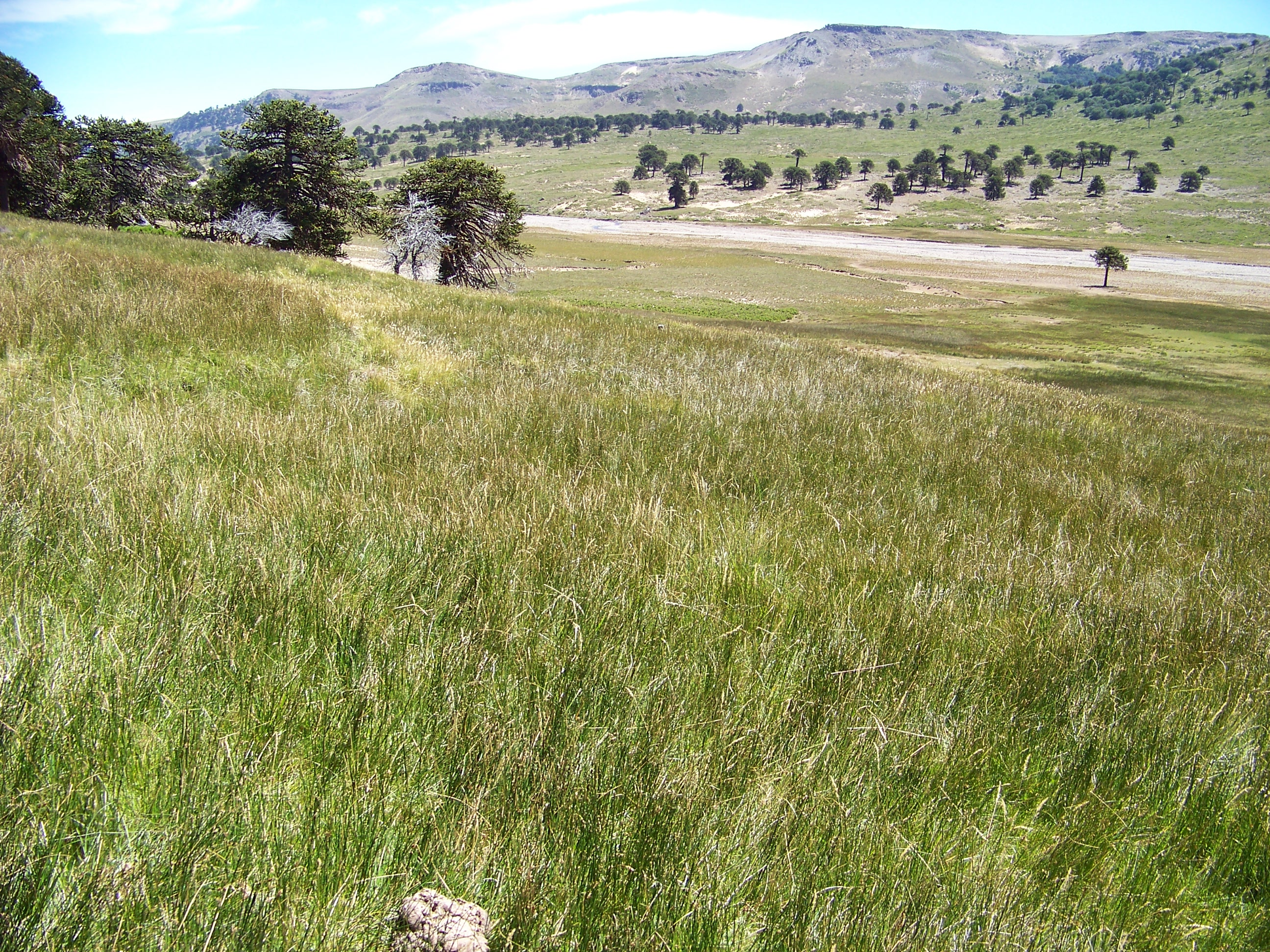
Mallín de Cochico Grande, donde se divisa el curso del arroyo homónimo

El río Kilka es un curso de agua de la provincia del Neuquén, República Argentina; nace de la confluencia de los arroyos Cochico Grande y Cochico Chico en la precordillera Neuquina. La ruta provincial N°13, que une a la ciudad de Zapala con Villa Pehuenia, se aproxima a la confluencia, en el paraje denominado Kilka.
Este río, afluente del río Aluminé, es uno de los cursos de agua que lo alimenta desde la margen izquierda (el otro río que lo hace desde esa margen es el Río Catan Lil); su extensión es de aproximadamente 45 km.
Los arroyos Cochico nacen de vertientes en la precordillera. El entorno paisajístico está poblado por especies de Araucaria araucana, Ñires y caña Colihue.
La pesca es muy escasa y los ejemplares son de tamaño reducido.